# Netsafe
Netsafe là một tổ chức phi lợi nhuận về an toàn trực tuyến ở New Zealand. Tổ chức cung cấp các dịch vụ giáo dục, chống bắt nạt và hỗ trợ. Tổ chức này được thành lập vào năm 1998 với tên gọi Internet Safety Group (Nhóm An toàn Internet).
Tổ chức này được ký hợp đồng theo Đạo luật Truyền thông Kỹ thuật số Gây hại (Harmful Digital Communications Act) cho đến năm 2026. Tổ chức này được tài trợ công 3,87 triệu đô la mỗi năm, trong đó có 812.000 đô la là từ Bộ Giáo dục.

## Lịch sử
Netsafe được một nhóm các cá nhân và tổ chức, những người lo ngại về tác động mà Internet có thể gây ra đối với giới trẻ, thành lập vào năm 1998 với tên gọi Internet Safety Group. Nó được đổi tên thành Netsafe vào năm 2008.
Năm 2017, Netsafe đã tạo ra một chatbot email qua lại, được gọi là Re:scam. Chatbot này đặt câu hỏi vô thời hạn cho những kẻ lừa đảo nhằm lãng phí thời gian của chúng và cuối cùng là giảm số lượng nạn nhân. Nó mô phỏng các lỗi ngữ pháp và sự hài hước để khiến nó đáng tin cậy hơn.
Ngày 29 tháng 7 năm 2021, Netsafe đã có cuộc họp với các giám đốc điều hành của Facebook, Twitter và TikTok nhằm nỗ lực thiết kế một bộ quy tắc thực hành về đảm bảo an toàn trực tuyến. Dự thảo được dự đoán sẽ được hoàn thành vào Giáng sinh cùng năm.
Tháng 5 năm 2022, Brent Carey trở thành CEO.
Năm 2023, Đội Hành động Thanh niên của Netsafe đã tạo ra một bộ công cụ cung cấp thông tin giáo dục mọi người về các vấn đề liên quan đến tống tiền, bắt nạt trên mạng, quyền riêng tư, nội dung khiêu dâm và các hành vi chơi game có vấn đề.

## Các vụ án việc làm
Tháng 3 năm 2022, Netsafe được lệnh phải bồi thường 100.000 USD cho ba phụ nữ vì vi phạm quyền riêng tư liên quan đến kẻ theo dõi. Cùng năm, vụ án thứ hai liên quan đến cáo buộc bắt nạt đã được bí mật giải quyết.

## Đạo luật Truyền thông Kỹ thuật số Gây hại
Cảnh sát New Zealand chỉ định Netsafe làm cơ quan phê duyệt Đạo luật Truyền thông Kỹ thuật số Gây hại (Harmful Digital Communications Act). Trong đó, cơ quan này tiếp cận các khiếu nại về truyền thông có hại, điều tra khiếu nại, nỗ lực giải quyết khiếu nại, thiết lập mối quan hệ với các nhà cung cấp dịch vụ trong và ngoài nước, đồng thời cung cấp giáo dục và chính sách về an toàn trực tuyến. Quyết định này được Bộ trưởng Tư pháp Amy Adams công bố vào ngày 1 tháng 6 năm 2016.